# 13歳のハローワークDS
『13歳のハローワークDS』（13さいのハローワークディーエス）は、デジタルワークスエンターテインメントから2008年5月29日に発売されたニンテンドーDS専用ゲームソフト。
村上龍の著書『13歳のハローワーク』をゲーム化した職業体験アドベンチャーゲームである。

## ゲーム内での初音ミク
本作ではクリプトン・フューチャー・メディアの音声合成DTMイメージキャラクター「初音ミク」がゲームソフトデビューした作品である。
- 初音ミクが主題歌を歌う商用ゲームとして『射ウォッチ』（トライアングル・サービス、2007年11月発表、非売品）や『トリノホシ』（日本一ソフトウェア、2008年2月発売）などが既にあったが、キャラクター自体がゲームに登場するのは、本作が初となる。
- さらに本作でもオリジナル曲を歌った。
- ゲーム中ではクリプトン・フューチャー・メディアを模したCFM社に初音ミクがミュージシャンとして登場し、彼女の案内のもと、音楽制作の流れが学べるようになっている。

本作オリジナルのキャラクターは様々な点が初音ミクおよびそれを巡るプロットに類似していると指摘されることが少なくない。主人公の名前が「ミク」、時任カケルがVOCALOID KAITOのキャラクターイラストに似ている、LEONというキャラクターがいる、などが該当する。
公式サイト内のブログによると、KAITOとLEONに関してはまったくの偶然のこと。

## 登場人物
加藤 ミク（かとう ミク）
声 - 北乃きい
本作の主人公。不意の事故で未来の世界から現代にタイムスリップしてしまい、再び未来へと帰還する為にいろいろな職業を体験することになる。
加藤 大地（かとう だいち）
声 - 伊藤葉純
加藤ミクが最初に会った友達。現代の世界における加藤ミクの父親。
ラッシュ
声 - 天野ひろゆき（キャイ〜ン）
ブルドッグ型のロボットであり、加藤ミクの心強いパートナー。
R（アール）
声 - ウド鈴木（キャイ〜ン）
未来の世界で研究所の手伝いをしている人型ロボット。
藤井 カナ（ふじい カナ）
声 - 柳本理
大地の同級生。現代の世界における加藤ミクの母親。
時任 カケル（ときとう カケル）
声 - 小泉隼人
東山中学校に転校してきた生徒。加藤ミクと同じく未来からの使者。
レオン
声 - 加藤寛樹
カケルと行動を共にする犬型ロボット。性能はラッシュより格段に上。
初音 ミク（はつね ミク）
声 - 藤田咲
CFM社の音楽クリエイター。ミュージシャンの職業体験で一緒に作曲を体験する。実際に初音ミクが歌う曲も収録されている。